# Harvey Kushner
Harvey Wolf Kushner (New York, 9 dicembre 1941) è un politologo e accademico statunitense, noto per i suoi studi nel campo del terrorismo globale.
Attualmente ricopre la carica di presidente del Dipartimento di giustizia penale presso la Roosevelt School, Università di Long Island, situata a Brookville, New York. È autore di numerosi scritti e ha pubblicato cinque libri sul tema del terrorismo, tra cui spicca l'acclamata Enciclopedia del terrorismo ( Pubblicazioni SAGE ). Kushner è inoltre un accademico presso l'Accademia Europea delle Scienze dell'Ucraina e fa parte del comitato editoriale internazionale dell'American Behavioral Scientist .

## Primi anni di vita e formazione
Kushner è nato nel 1941 a New York City, NY; figlio di Albert e Iryne (Fieman) Kushner. Si è laureato al Queens College della City University di New York nel 1969 con una laurea in scienze politiche. Ha ottenuto il suo diploma di laurea magistrale nel 1970 e il suo dottorato di ricerca con distinzione in scienze politiche nel 1974 presso la New York University .

## Carriera

### Università di Long Island
Nel 1974, si unì alla Long Island University, dove ricoprì varie posizioni amministrative, dal Coordinatore degli Studi Universitari per il Collegio delle Arti e delle Scienze Liberali al Direttore dell'Istituto per la Sicurezza Interna e il Terrorismo.
In qualità di professore e presidente del Dipartimento di giustizia penale e direttore di lunga data dell'Istituto per la sicurezza nazionale e il terrorismo, Kushner è sempre stato un innovatore nello sviluppo dei programmi di studio per i suoi studenti. Decenni fa, prima che altri istituti di istruzione superiore lo ritenessero importante, chiamò due agenti di quella che potrebbe essere la forma più odiata di applicazione della legge, l'Internal Revenue Service, per insegnare un corso sulle indagini finanziarie. Come scrisse il New York Times, "È un corso progettato per insegnare agli aspiranti investigatori a proiettare la luce fredda della legge sugli angoli più oscuri del Modulo 1040 o sui guadagni illecitamente riciclati più sottilmente".
In tempi più recenti, Kushner ha enfatizzato l'importanza delle tecnologie informatiche e il loro impatto sulla società e sulla criminalità. Ha sottolineato la necessità di una maggiore cooperazione tra settore pubblico e privato. Ha sostenuto fermamente questa idea nei media. Kushner crede che attraverso il denaro e l'istruzione possiamo affrontare le questioni causate dall'era digitale.
Oltre allo sviluppo innovativo dei corsi e al desiderio di affrontare direttamente il progresso tecnologico, Kushner ha sempre organizzato numerosi simposi su argomenti di sicurezza nazionale e giustizia penale, al fine di educare e formare sia la comunità accademica che quella professionale. I suoi studenti sono diventati, ad esempio, direttori dell'Ufficio di pubblica sicurezza dello Stato di New York dopo gli attentati dell'11 settembre e di una delle più grandi agenzie di polizia di contea degli Stati Uniti, ovvero il Dipartimento di polizia della contea di Nassau.

### Le forze dell'ordine di New York
Prima degli attacchi dell'11 settembre e fino ad oggi, Kushner ha fornito consulenza, istruzione e formazione al personale di polizia in tutto lo Stato di New York.  Ha organizzato seminari di formazione antiterrorismo per le agenzie di applicazione della legge nello Stato di New York, tra cui l'Associazione dei capi della polizia dello Stato di New York, la Coalizione per la prevenzione del crimine dello Stato di New York, l'Associazione per la prevenzione del crimine di Mid-Hudson, l'Associazione di Long Island degli ufficiali di prevenzione del crimine, la Polizia dei parchi dello Stato di New York, la , il Dipartimento di Polizia di Orangeburg, il Dipartimento di Polizia della Contea di Nassau, il Dipartimento di Polizia della Contea di Suffolk, il Dipartimento di Polizia di Freeport, il Dipartimento di Polizia di Rockville Centre, il Dipartimento di Polizia di Old Brookville, il Dipartimento di Polizia di Hempstead, il Distretto di Polizia di Port Washington e molti altri. Kushner attualmente ricopre la carica di Consulente Educativo per l'Associazione dei Capo della Polizia Municipale della Contea di Nassau, posizione che detiene dal 1991.

### Lavoro con le agenzie federali
Prima degli attacchi dell'11 settembre, Kushner aveva stretti legami con numerose agenzie federali . Nel 1993, la Federal Aviation Administration lo incaricò di identificare terroristi transnazionali e internazionali che potessero mirare all'aviazione civile. Nel 1998, fornì consulenza all'Unità di Scienze Comportamentali dell'FBI per identificare e sviluppare un protocollo per individuare minacce terroristiche transnazionali negli Stati Uniti. Nel 1995 e nel 1997, addestrò il personale del Dipartimento di Probation degli Stati Uniti del Distretto Orientale su come individuare possibili terroristi sotto la loro supervisione. Nel 1996, la Drug Enforcement Administration degli Stati Uniti lo incaricò di addestrare i loro agenti sul traffico di droga e la sua relazione con il terrorismo.

### Collaborazione con il Procuratore del Distretto della Contea di Nassau
Verso la metà degli anni '90, la criminalità nella contea di Nassau era drasticamente diminuita; tuttavia, la percezione del pubblico era diversa. I residenti della contea avevano paura di uscire la sera e le imprese soffrivano. Il procuratore distrettuale Denis Dillon si rivolse a Kushner per determinare la ragione di questa paura ingiustificata del crimine. Coprendo il periodo dal 1975 al 1994, Kushner utilizzò dati statistici sulla criminalità per la contea di Broward, Florida, vicino a Miami; Contea di Oakland, Michigan, vicino a Detroit; Terrant, Texas, vicino alla contea di Dallas, e la Contea di Orange, California, vicino a Los Angeles. Kushner scoprì che i dati sulla criminalità della Contea di Nassau erano molto più bassi rispetto al suo campione nazionale a causa dei favorevoli fattori sociali della contea che si correlavano a una bassa incidenza di crimini, come "una popolazione più anziana e più ricca con una elevata prevalenza di famiglie con entrambi i genitori" Nel suo rapporto pubblicato il 21 novembre 1995, durante una conferenza stampa con il procuratore distrettuale Dillon e il commissario della polizia della Contea di Nassau Donald Kane, Kushner attribuì la paura ingiustificata del crimine a "un'ansiosa media [che] dedica una quantità sproporzionata di tempo in onda a giocare la 'carta del crimine'. Chiaramente, un bombardamento di copertura mediatica è destinato a rendere le persone paurose del crimine. Kushner ha anche affermato: "C'era questa percezione, a causa di alcuni crimini importanti e molto famosi come Colin Ferguson e [Joel] David Rifkin e Joey Buttafuoco, che le persone non potevano uscire di casa".

### Crime Stoppers Internazionale
Dal 1995 al 1998, Kushner ha prestato servizio come consulente speciale per il terrorismo presso Crime Stoppers Internazionale. Quest'ultima è un gruppo privato che raccoglie segnalazioni anonime per i dipartimenti di polizia locali tramite il telefono e, in misura minore, via Internet. Nel 1996, Kushner e Thomas Oberle si sono rivolti all'FBI con un piano ben finanziato per istituire un programma nazionale di Crime Stoppers in collaborazione con l'FBI. Avrebbero creato una linea diretta nazionale gratuita che poteva essere utilizzata dall'FBI per raccogliere segnalazioni relative a crimini federali e alla crescente minaccia del terrorismo negli Stati Uniti. Dopo lunghi negoziati con l'FBI per quasi due anni, l'offerta fu declinata nel marzo 1998.

### Calendario degli anniversari del terrorismo 1999
Nel 1989, in collaborazione con l'Associazione internazionale dei professionisti dell'antiterrorismo e della sicurezza, Kushner scrisse il "Calendario degli anniversari del terrorismo 1999". Come scrisse il New York Times, il calendario "documenta le storie e gli anniversari di bombe, assassinii, dirottamenti e situazioni di stallo che hanno coinvolto gli americani negli ultimi 30 anni con il dettaglio grafico di un film d'azione". Il calendario è stato utilizzato dalle agenzie di applicazione della legge in tutto il mondo per tenere d'occhio le date che potrebbero scatenare un attacco terroristico.

### Riunione accessoria al 10º Congresso delle Nazioni Unite sulla prevenzione della criminalità
Nel 2000, a Kushner è stata offerta l'opportunità di servire come esperto individuale e presiedere un panel internazionale sulla vittimizzazione presso le Nazioni Unite a Vienna, in Austria, nel loro incontro collaterale al 10º Congresso delle Nazioni Unite sulla Prevenzione del Crimine (Vittimizzazione da Terrorismo: Prevenzione, Controllo e Recupero).

### Dopo l'11 settembre

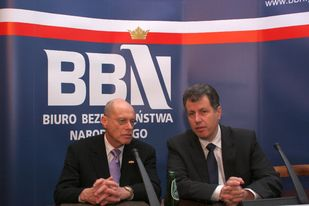
Kushner all'Ufficio per la sicurezza nazionale, Polonia

Dal 2001 al 2008, ha fornito analisi dei dati su Al Qaeda e sugli attacchi dell'11 settembre 2001 per il Naval War College degli Stati Uniti a Newport, RI; la Scuola per operazioni speciali dell'aeronautica americana, MacDill AFB, Florida; la Guardia costiera degli Stati Uniti, Jones Beach, New York; la Base del Corpo dei Marines degli Stati Uniti, Quantico, Virginia; e il Comando delle operazioni speciali dell'esercito americano, Fort Bragg, Carolina del Nord. Anche l'FBI, il Servizio di immigrazione e naturalizzazione degli Stati Uniti, il Servizio doganale degli Stati Uniti, la Probation statunitense per il distretto centrale della Florida e i Servizi preprocessuali degli Stati Uniti lo hanno invitato a fornire analisi dei dati. Ha valutato anche le richieste di attrezzature per contrastare eventi terroristici per il Dipartimento della Sicurezza Interna e l'Agenzia Federale per la Gestione delle Emergenze dal 2005 al 2008.
Su invito di Władysław Stasiak, capo dell’Ufficio per la sicurezza nazionale della Repubblica di Polonia, il professor Kushner ha collaborato con alti funzionari presso la sede dell’Ufficio per la sicurezza nazionale a Varsavia il 2 dicembre 2008, sul tema della criminalità e del cyber terrorismo.

### Dipartimento di Probation degli Stati Uniti
Dal 2002 al 2005, Kushner ha lavorato come analista del terrorismo per il Dipartimento di Probation degli Stati Uniti per il Distretto Orientale di New York. I suoi compiti includevano la fornitura di analisi dell'intelligence al capo degli ufficiali federali di probation su tutte le questioni legate al terrorismo domestico, transnazionale e internazionale e lo sviluppo di protocolli per monitorare individui con presunti legami terroristici mentre erano sotto la supervisione del dipartimento di probation.

### Testimonianza da esperto
Immediatamente dopo gli attacchi dell'11 settembre 2001 agli Stati Uniti, Kushner fornì una testimonianza da esperto sul terrorismo e sulla sicurezza negli spazi pubblici della città di New York davanti al Comitato per la Sicurezza Pubblica del Consiglio della Città di New York. Nel 2004, la Commissione nazionale sugli attacchi terroristici contro gli Stati Uniti (nota anche come Commissione sull'11 settembre) lo ha invitato a partecipare al briefing dei VIP prima della pubblicazione del suo rapporto finale. Kushner è anche apparso come esperto di terrorismo davanti alla task force sul futuro del terrorismo del Consiglio consultivo per la sicurezza nazionale del Dipartimento per la sicurezza interna nel 2006. Alla loro conferenza annuale di formazione nel 2015, i Capo della Polizia dello Stato di New York invitarono Kushner a parlare della minaccia terroristica attuale e di cosa significhi per la polizia locale.

### Testimone esperto
In qualità di testimone esperto, Kushner ha esperienza in diversi casi giudiziari internazionali di alto profilo legati al terrorismo. Nel 1997, Kushner prestò servizio come testimone esperto della parte civile e scrisse la relazione dell'esperto per una causa civile multimilionaria di successo derivante dall'attentato del 1993 al World Trade Center ( Duffy v. Port Authority of New York & New Jersey e Pesce v. Autorità Portuale di New York e New Jersey ). Dal 2000 al 2001, ha lavorato come esperto durante il processo sull'attentato all'ambasciata americana ( Stati Uniti contro Usama bin Laden, et al. ). Nel 2001, ha scritto la relazione dell'esperto in un caso matrimoniale storico ( Micheline Charpie v. Pierre Allain Lucien Charpie ) in cui la querelante sosteneva che era sicuro per i suoi figli rimanere con lei a New York dopo gli attacchi terroristici dell'11 settembre., 2001. Dal 2001 al 2003 è stato anche esperto in una controversia civile riguardante procedure di sicurezza aeroportuale presso l'aeroporto MacArthur di New York ( Andrew P. Oliveri contro International Brotherhood of Teamsters, Local 815 e John R. Cuite ).
Kushner ha inoltre fornito consulenza e consigli da esperto alle famiglie degli attacchi dell'11 settembre, dell'attentato Pan Am 103, degli attentati suicidi in Israele e della sparatoria all'Empire State Building . Ha anche consultato su casi riguardanti il terrorismo in Egitto e il terrorismo sponsorizzato dallo stato che coinvolge la Repubblica islamica dell'Iran.

### Media

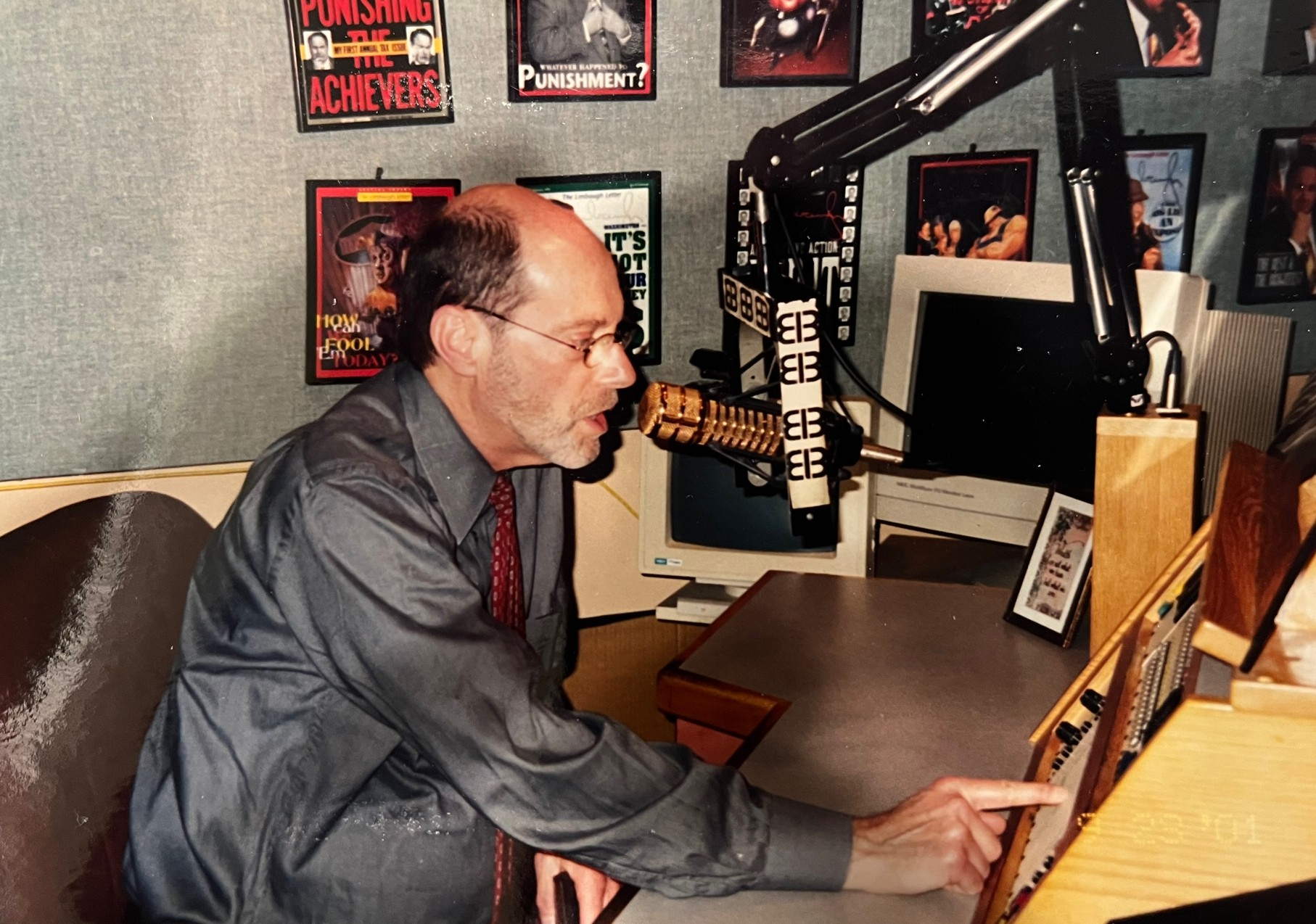
Kushner trasmette dopo gli attacchi dell'11 settembre nel suo programma su 77 TalkRadio WABC

La mattina degli attacchi contro gli Stati Uniti dell'11 settembre 2001, i media si sono immediatamente rivolti a Kushner per la sua competenza. Nei giorni successivi agli attacchi, è stato chiamato per condurre un talk show su chiamata sul terrorismo per una delle stazioni radio più ascoltate del paese, 77 TalkRadio WABC a New York. Le competenze di profilazione di Kushner sono state presentate nell'episodio di Mugshots intitolato "Mohammed Atta: Soldato del Terrore".
Prima degli attacchi dell’11 settembre, i media si rivolgevano a Kushner per tutto ciò che sapeva di terrorismo. La stampa in particolare si affidava a lui soprattutto per le analisi su Al-Qaeda e Osama bin Laden .
Dallo smascheramento di terroristi nel programma The O'Reilly Factor di FOX News, all'illustrazione del significato di massima allerta nello show di Oprah Winfrey, alla discussione sulla sicurezza dell'aeroporto nel Larry King Live di CNN, Kushner è apparso su tutte le principali reti via cavo e televisive. Kushner ha anche lavorato come ospite e collaboratore per la copertura del millennio di FOX News Channel nel 2000 e per i festeggiamenti di Capodanno 2001 di MSNBC a Times Square, New York.
In radio, Kushner è stato un frequente ospite del "Heavy Hundred", la lista dei cento conduttori radiofonici più importanti secondo Talkers Magazine. Ha anche fornito commenti per Michael Savage nel suo "Savage Nation", che all'epoca era il secondo programma radiofonico più ascoltato negli Stati Uniti con 20 milioni di ascoltatori. Per molti anni, il Dr. Harvey Kushner Show è stato un appuntamento fisso su WGBB 1240 AM, la prima stazione radio di Long Island e una delle più antiche del paese.
In qualità di membro accreditato della stampa attiva dal 1997 al 2012, Kushner ha scritto una rubrica sulla sicurezza aerea intitolata The Middle of the Runway per l'Airport Press ed è stato redattore associato del giornale.
Gli editoriali di Kushner hanno generato molte polemiche da parte dei media liberali. Ad esempio, Countdown della MSNBC con Keith Olbermann ha criticato Kushner per il suo articolo in Human Events sulle osservazioni di Jack Cafferty della CNN sulla condanna del senatore John McCain dell'invasione russa della Georgia nel 2008 . Il 19 agosto 2008, Olbermann ha assegnato a Kushner la dubbia distinzione di essere la sua "peggiore persona al mondo", un segmento molto controverso del suo spettacolo notturno che presumibilmente identificava il male. Olbermann ha dichiarato beffardamente: "Ma il nostro vincitore è Harvey Kushner del terribile HumanEvents.com -ugh, ugh!"

## Premi e riconoscimenti
Quello che segue è un elenco parziale di alcuni premi e riconoscimenti di Kushner:
- Premio del Commissario per il miglioramento della professionalità nelle forze dell'ordine, Dipartimento di polizia della contea di Nassau, New York (1991)[15]
- Encomio del sindaco per il lavoro con la task force COMBAT, villaggio di Freeport, New York (1992).
- Ha lavorato con il Premio Churchill Fellow, Polizia della Tasmania, Tasmania, Australia (1992).
- Certificato di apprezzamento, Distretto scolastico libero dell'Unione di Jericho, Jericho, New York (1993).
- Premio per illustre relatore ospite, Camera di commercio dell'aeroporto internazionale JFK (1996).[15]
- Certificato di apprezzamento, Dipartimento di polizia della contea di Suffolk, Conferenza sulle rapine a mano armata orientale (1996).[15]
- Certificato di apprezzamento, Società americana di sicurezza industriale (1997).
- Premio per il servizio del comitato editoriale, Università del Minnesota e Giornale di educazione correttiva(1997).
- Certificato di apprezzamento per l'assistenza e la cooperazione con l'ufficio sul campo di New York, servizi segreti statunitensi (2000).
- Premio per competenza professionale e sostegno generoso, dipartimento di polizia di Orangeburg, New York (2002).
- Library Journal 2002 Fonte di riferimento eccezionale (per l'Enciclopedia del terrorismo) (2002).[74]
- RUSA 2003 Eccezionale fonte di riferimento (per l'Enciclopedia del terrorismo) (2004).[75]
- Elenco dei libri Scelto dall'editore Il migliore del 2003 (per l'Enciclopedia del terrorismo ) (2003).[74]
- Certificato di apprezzamento, Dipartimento di polizia della contea di Suffolk, New York (2006).
- Premio per oratori illustri, Tecnologia dell'Università dell'Arkansas meridionale (2008).
- Dow Chemical Visiting Scholar, Università statale della Saginaw Valley, Michigan (2009).[52]

## Pubblicazioni
I numerosi scritti del professor Kushner sul terrorismo e questioni correlate sono apparsi in pubblicazioni accademiche, professionali e commerciali in tutto il mondo. È stato redattore e membro del comitato editoriale di numerose riviste. Attualmente fa parte dei consigli di amministrazione internazionali dell'American Behavioral Scientist (2001) e del Journal of Applied Security Research (2005). In qualità di arbitro e revisore critico, Kushner ha contribuito a numerose riviste ed editori. Di seguito è riportato un piccolo esempio del suo lavoro.

### Libri
- (1980) Comprendere le statistiche di base: un approccio strutturato (San Francisco, CA: Holden-Day).
- (1980) Manuale dell'istruttore per comprendere le statistiche di base: un approccio strutturato (San Francisco, CA: Holden-Day).
- (1998) (a cura di) Il futuro del terrorismo: la violenza nel nuovo millennio (Thousand Oaks, CA: Sage Publications ).
- (1998) Terrorismo in America: un approccio strutturato alla comprensione della minaccia terroristica (Springfield, IL: Charles C. Thomas).
- (2002) (a cura di) Letture essenziali sul terrorismo politico: analisi di problemi e prospettive per il ventunesimo secolo (NY: Gordian Knot).
- (2002) Enciclopedia del terrorismo (Thousand Oaks, CA: Sage Publications).
- (2004) Guerra santa sul fronte interno. La rete segreta del terrorismo islamico negli Stati Uniti (NY: Sentinel).

### Riviste curate
- “Terroismo interno e internazionale”, Journal of Contemporary Criminal Justice, 11 (febbraio 1995).
- “Terrorismo nel 21º secolo”, American Behavioral Scientist, 44 (febbraio 2001).
- “Il cyberterrorismo nel 21º secolo”, American Behavioral Scientist, 45 (febbraio 2002).
- "Terrorismo nucleare e radiologico", American Behavioral Scientist, 46 (febbraio 2003).
- "Rivisitare il terrorismo nel 21º secolo", American Behavioral Scientist, (giugno 2022).
- “Guerra in Ucraina”, American Behavioral Scientist, 67 (marzo 2023).

### Altre pubblicazioni
- “I nuovi terroristi mediorientali”, Journal of the International Association of Law Enforcement Intelligence Analysts, 8 (febbraio 1994), 41 - 46.
- "Il nuovo terrorismo: la forma delle cose future", Antiterrorismo e sicurezza internazionale, 2 (autunno/inverno 1995), 10 - 11.
- Brent Smith, Terrorismo in America: bombe tubolari e sogni irrealizzabili (NY: State University of New York Press, 1994) nell'International Journal of Offender Therapy and Comparative Criminal Justice, 39 (inverno 1995), 378 - 380.
- “Le misure di sicurezza possono fermare il terrorismo?” Gestione della sicurezza , 40 (giugno 1996), 132 -133.
- "Attentati suicidi: cosa li fa funzionare?" Antiterrorismo e sicurezza internazionale, 3 (estate 1996), 26 - 29.
- "Attentati suicidi: affari come al solito", Studi su conflitti e terrorismo, 19 (ottobre/dicembre 1996), 329 - 337.
- “Droga e terrorismo nella valle della Bekka”, The NARC Officer, XV (marzo/aprile 1996), 43 - 44
- “Che cosa deve fare un'agenzia delle forze dell'ordine? Antiterrorismo e sicurezza internazionale, 5 (primavera 1998), 32 - 33.
- Coautore, "Finanziamento delle attività terroristiche attraverso la frode e la contraffazione di coupon", Antiterrorismo e sicurezza internazionale, 5 (estate 1998), 10 - 12.
- "Il Ku Klux Klan di oggi", Rapporti sull'antiterrorismo e sulla sicurezza, 7 (1998), 24 - 25.
- "Bombardamento del Parco Olimpico del Centenario di Atlanta", Violenza in America: un'enciclopedia, ed. di Ronald Gottesman (Vol. 1, New York: Charles Scribner's Sons, 1999), pp. 140 - 141.
- "Bomb e paura delle bombe", Violenza in America: un'enciclopedia, ed. di Ronald Gottesman (Vol. 1, New York: Charles Scribner's Sons, 1999), pp. 155 - 160.
- “Letter Bombs”, Violenza in America: un'enciclopedia, ed. di Ronald Gottesman (Vol. 2, New York: Charles Scribner's Sons, 1999), pp. 257 - 259.
- “Unabomber”, Violenza in America: un'enciclopedia, ed. di Ronald Gottesman (Vol. 3, New York: Charles Scribner's Sons, 1999), pp. 349 - 351.
- "Attentato al World Trade Center", Violenza in America: un'enciclopedia, ed. di Ronald Gottesman (Vol. 3, New York: Charles Scribner's Sons, 1999), pp. 475-476.
- “Il prezzo per fermare i terroristi”, New York Times (18 ottobre 2000), p. 30.
- “La missione di Chertoff”, AM New York (14–16 gennaio 2005), p. 10.
- “Identificare correttamente i nostri nemici”, Newsday (15 agosto 2006), p. A35.
- "Il terrorismo in America nel ventunesimo secolo: rivedere le mie previsioni", American Behavioral Scientist (giugno 2022).